# Trois vues les plus célèbres du Japon
| \| Matsushima Amanohashidate Miyajima \| Les trois vues les plus célèbres du Japon. |
| Matsushima Amanohashidate Miyajima                                                  |

Les trois vues les plus célèbres du Japon (日本三景, Nihon sankei, littéralement « les trois vues du Japon ») constituent la liste traditionnelle des plus belles vues du Japon. Cette classification est l'œuvre de l'érudit Hayashi Gahō (1618-1680) dans Nihonkoku jiseki kō (日本国事跡考, « De l'héritage du Japon »).
Elles sont, du nord au sud :
- Matsushima : un archipel du côté de Sendai, dans une baie du même nom débouchant sur l'océan Pacifique ;
- Amanohashidate : un bras de terre traversant du nord au sud la baie de Miyazu, qui donne sur la mer du Japon ;
- Miyajima : surnom de l'île d'Itsukushima située au large de Hiroshima et dont le sanctuaire est classé sur la liste du patrimoine mondial de l'Unesco. Itsukushima-jinja, qui a « les pieds dans l'eau », est connu pour son torii flottant.

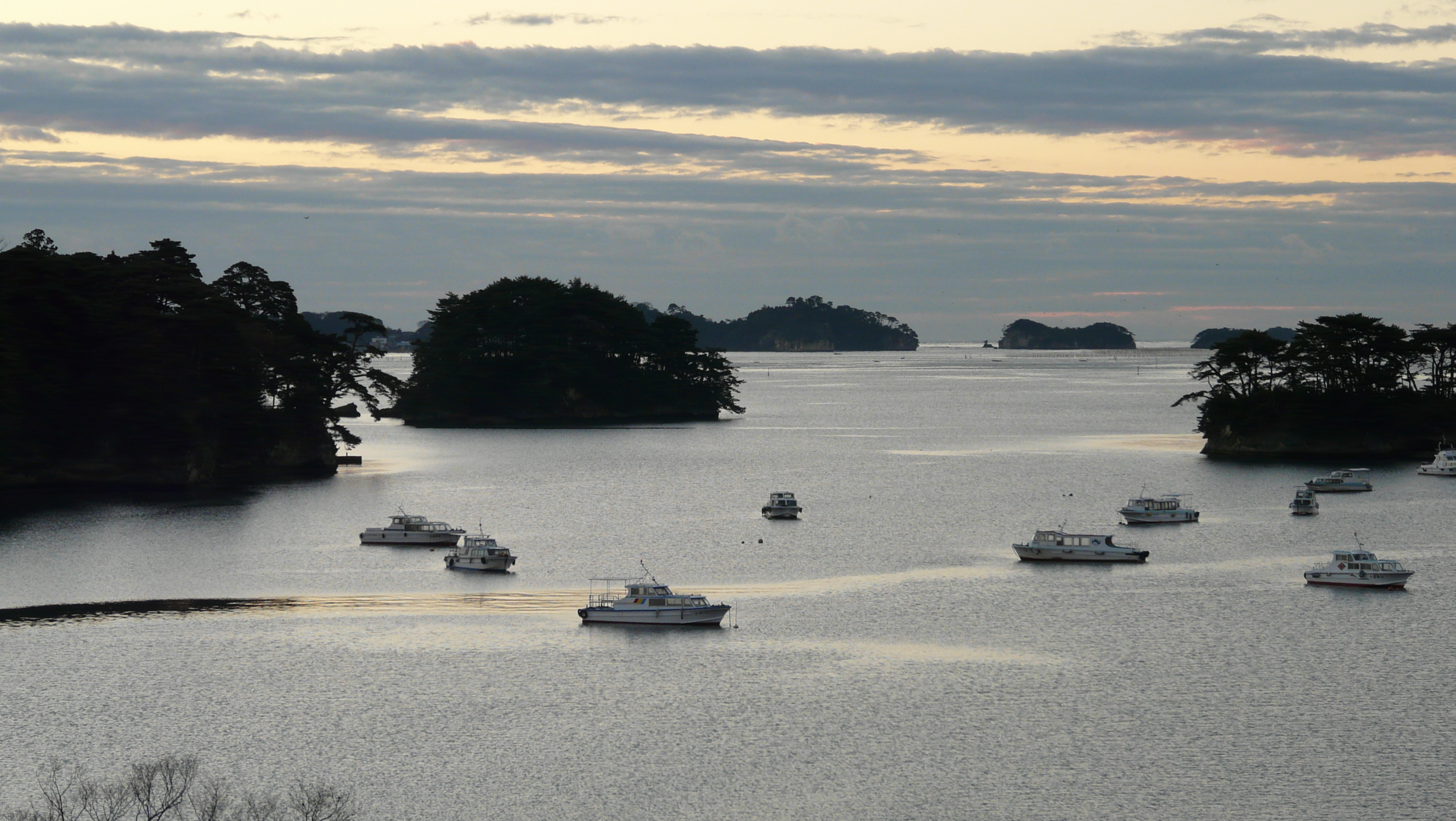
Matsushima.
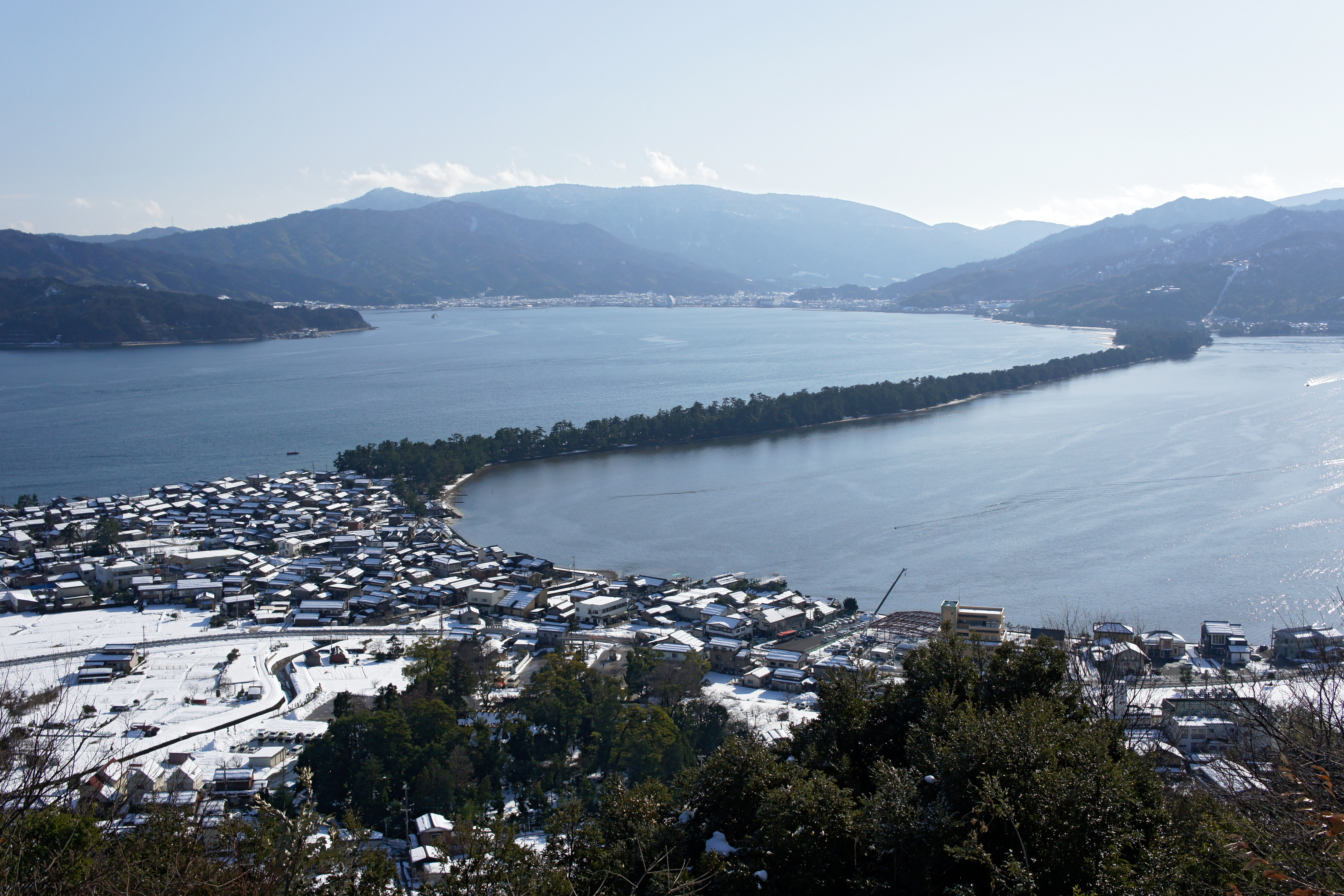
Amanohashidate.
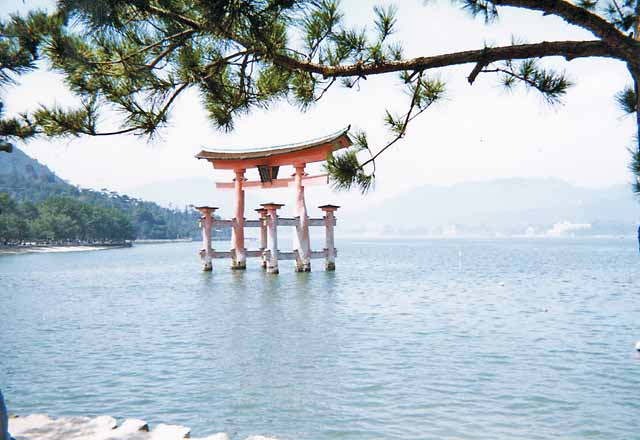
Torii du sanctuaire Itsukushima.

Par la suite, d'autres listes de trois types de lieux sont apparus au Japon comme les trois jardins les plus célèbres du Japon ou encore les trois châteaux les plus célèbres du Japon (三名城, sanmeijō).